# Route nationale 307
Pour les articles homonymes, voir Route 307.
La route nationale 307, ou RN 307, était une route nationale française qui reliait Paris à  Mareil-sur-Mauldre. Elle a été déclassée en RD 907 dans les Hauts-de-Seine et en RD 307 dans les Yvelines. Entre la porte de Saint-Cloud et le pont de Saint-Cloud, la traversée de Boulogne-Billancourt par la route de la Reine fut, jusqu'à la construction de la section de Paris à Saint-Cloud de l'autoroute A13, l'un des principaux points noirs du réseau routier français.

## De Paris à Vaucresson (D 907)
Les communes traversées sont :
- Paris Porte de Saint-Cloud (km 0)
- Boulogne-Billancourt (km 1)
- Saint-Cloud (km 3)
- Garches (km 6)
- Marnes-la-Coquette (km 7)
- Vaucresson (km 8)

## De La Celle-Saint-Cloud à Mareil-sur-Mauldre (D 307)

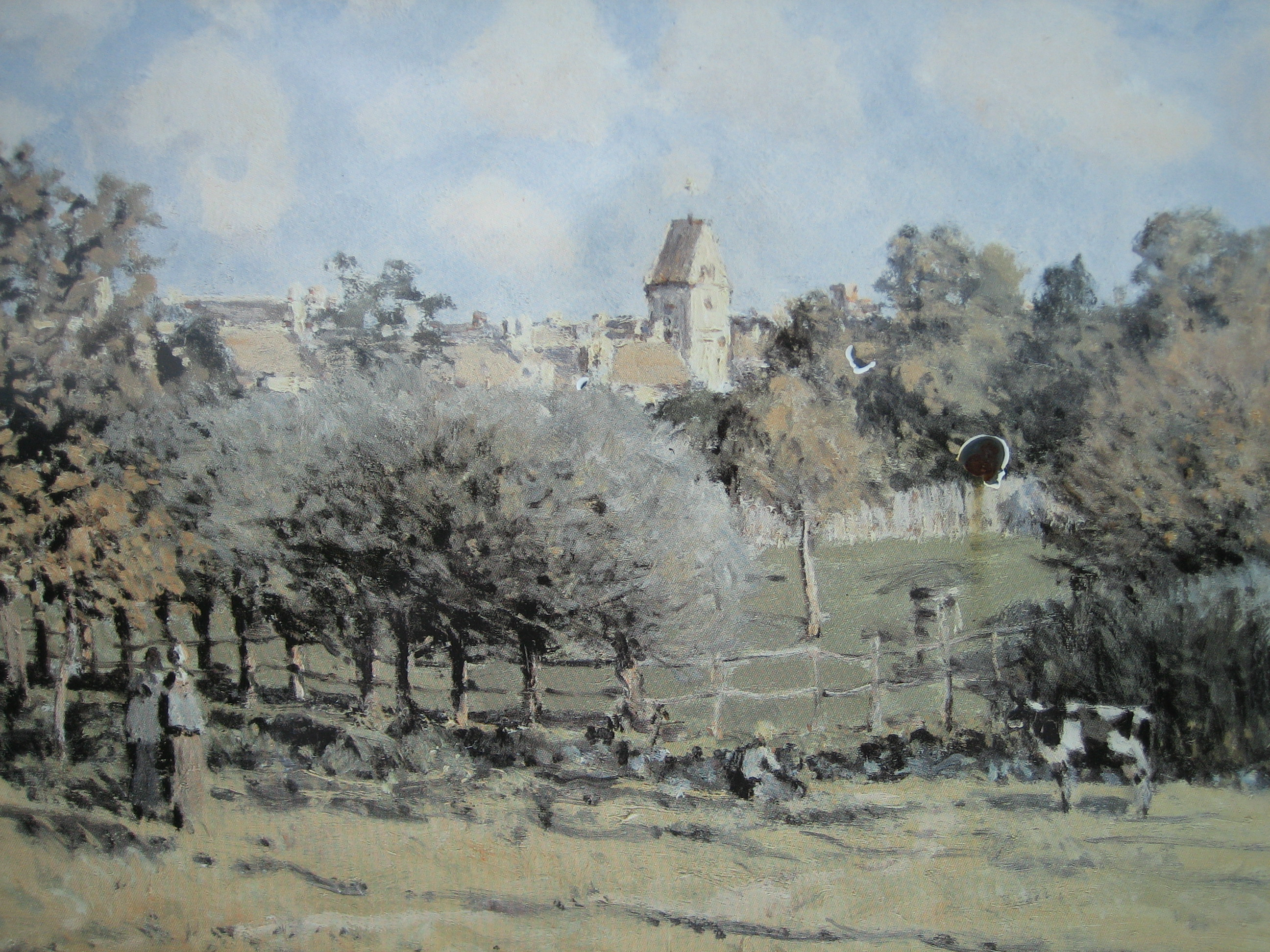
Reproduction de L'Église de Noisy-le-Roi, effet d'automne par Alfred Sisley à Noisy-le-Roi, hors parcours du Pays des Impressionnistes, le long de la RD 307.

Les communes traversées sont :
- La Celle-Saint-Cloud (km 9)
- Le Chesnay-Rocquencourt (km 11)
- Bailly (km 14)
- Noisy-le-Roi (km 16)
- Saint-Nom-la-Bretèche (km 19)
- Feucherolles (km 23)
- Crespières (km 27)
- Mareil-sur-Mauldre (km 32)